# 封戸村
封戸村（ふべむら）は、大分県宇佐郡にあった村。現在の宇佐市、豊後高田市の一部にあたる。

## 地理
中津平野の東端、藻寄川の下流右岸に位置していた。

## 歴史
- 1889年（明治22年）4月1日、町村制の施行により、宇佐郡青森村、東大堀村、横田村、苅宇田村、立石村、西木村、水崎村が合併して村制施行し、封戸村が発足[1][2]。旧村名を継承した青森、東大堀、横田、苅宇田、立石、西木、水崎の7大字を編成[2]。
- 1955年（昭和30年）3月31日、封戸村が二分割され、大字青森、東大堀、横田、苅宇田、立石、西木が宇佐郡宇佐町、北馬城村と合併し宇佐町が存続[1][2]。残りの大字水崎が豊後高田市に編入され廃止[1][2]。

### 地名の由来
宇佐神宮へ施入された封戸に由来。

## 産業
- 農業[2]

## 教育
- 1909年（明治42年）村立農業補修学校開校[2]